# Distretto di Sidi Khouiled
Il distretto di Sidi Khouiled è un distretto della Provincia di Ouargla, in Algeria.

## Comuni
Il distretto di Sidi Khouiled comprende 3 comuni:
- Sidi Khouiled
- Aïn Beïda
- Hassi Ben Abdellah